# Собченко В'ячеслав Георгійович
Собченко В'ячеслав Георгійович (18 квітня 1949) — радянський ватерполіст.
Олімпійський чемпіон 1972, 1980 років.